# Список армий, корпусов и дивизий, преобразованных в гвардейские за боевые заслуги во время Сталинградской битвы

Знак советской гвардии

Список армий, корпусов и дивизий, преобразованных в гвардейские в ходе Сталинградской битвы — список соединений РККА, преобразованных в гвардейские за мужество, героизм и боевые заслуги проявленные во время Сталинградской битвы.
Сталинградская битва проходила с 17 июля 1942 года по 2 февраля 1943 года. За это время в ней приняло участие большое количество частей и соединений РККА, ВМФ и НКВД СССР. Войсковые части и соединения, отличившиеся в ходе боёв с войсками вермахта и их союзников, были отмечены различными видами поощрений. Наиболее отличившиеся части и соединения были награждены орденами, отличившиеся при обороне или взятии населённых пунктов получили почётные наименования связанные с этим пунктами. Эти формы отличий вносились в именование частей и соединений (например 10-я Сталинградская ордена Ленина стрелковая дивизия внутренних войск НКВД СССР), но при этом их штатное расписание, состав или денежное довольствие военнослужащих не менялись.
183 отличившихся части и соединения получили статус «Гвардейских». Выход в «гвардию» сопровождался изменением штатного расписания (состава) части или соединения, а военнослужащие, кроме дополнения «гвардии» к званию (например, гвардии лейтенант), получали нагрудный знак «Гвардия» и дополнительное денежное довольствие (приказ Наркома Обороны СССР от 28 мая 1942 года). Например, командный состав гвардейских авиационных частей получал полуторные оклады, а рядовой состав — двойные. Кроме этого, воины-гвардейцы после пребывания в госпиталях возвращались в свои гвардейские части. Сами гвардейские части и соединения получали гвардейские знамёна (приказы Наркома Обороны СССР № 308 от 18 сентября 1941 года и Наркома ВМФ № 10 от 18 января 1942 года, для гвардейских корпусов и армий — приказом Наркома Обороны СССР № 232 от 16 июня 1943 года).
В качестве примера можно привести изменение состава стрелковой дивизии (штат № 4/550) при переводе на штат гвардейской стрелковой дивизии № 04/500 (оба утверждены 10 декабря 1942 года):
| Штат дивизии                                | Личный состав | Винтовки | Пистолеты-пулеметы | Ручные пулеметы | Станковые пулеметы | ПТР | 50-мм минометы | 82-мм минометы | 122-мм минометы | 45-мм ПТО | 76-мм полковые пушки | 76-мм дивизионные пушки | 122-мм гаубицы |
| ------------------------------------------- | ------------- | -------- | ------------------ | --------------- | ------------------ | --- | -------------- | -------------- | --------------- | --------- | -------------------- | ----------------------- | -------------- |
| Штат № 4/550 стрелковая дивизия             | 9435          | 6474     | 727                | 494             | 111                | 212 | 56             | 83             | 21              | 48        | 12                   | 20                      | 12             |
| Штат № 4/500 гвардейская стрелковая дивизия | 10670         | 7095     | 1097               | 499             | 166                | 279 | 58             | 85             | 24              | 48        | 12                   | 24                      | 12             |

Важным дополнением было введение в состав гвардейской стрелковой дивизии отдельного учебного батальона, который позволял готовить младших командиров и бойцов до введения в состав боевых подразделений.
Гвардейские корпуса так же усиливались. Например, по приказу Ставки ВГК N-1 0013 от 31 января 1943 года в штат гвардейского кавалерийского корпуса добавлялся истребительно-противотанковый артиллерийский полк, состоявший из пяти батарей по четыре 76-мм пушки ЗИС-3. В стрелковые и механизированные корпуса добавлялись отдельные сапёрные батальоны.
Гвардейские армии так же имели усиленный боевой состав и воевали с большей эффективностью, чем обычные армии. В частности на 1 февраля 1943 года все гвардейские армии имели в своём составе соединения корпусного уровня.

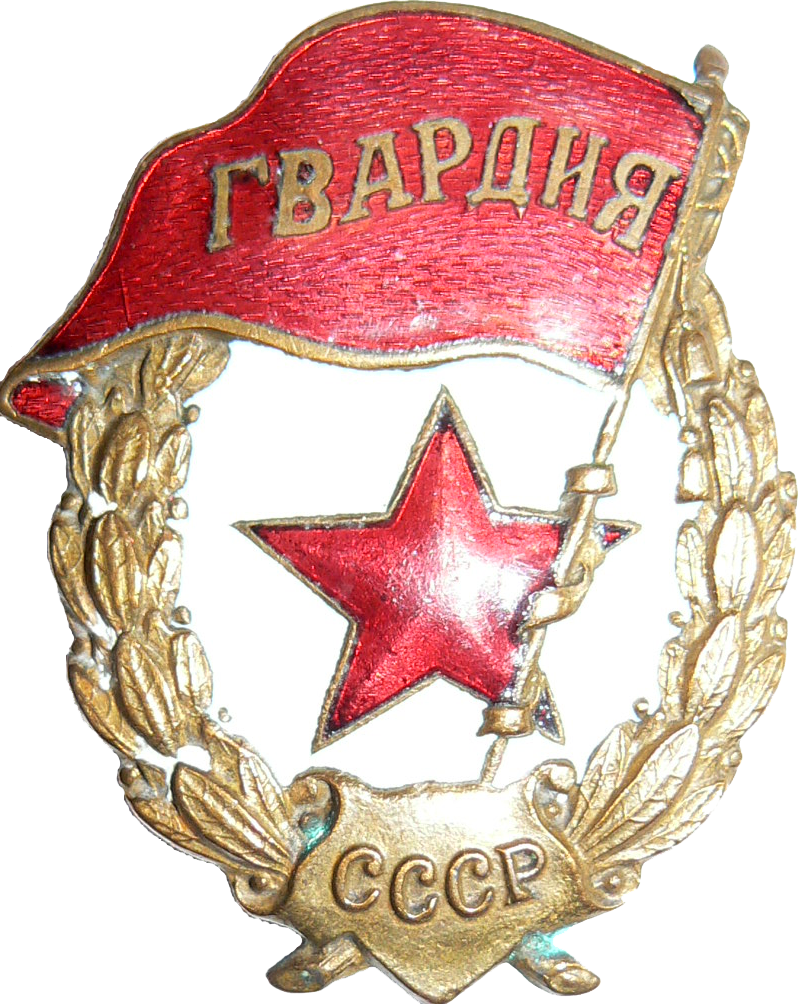
Нагрудный знак «Гвардия»
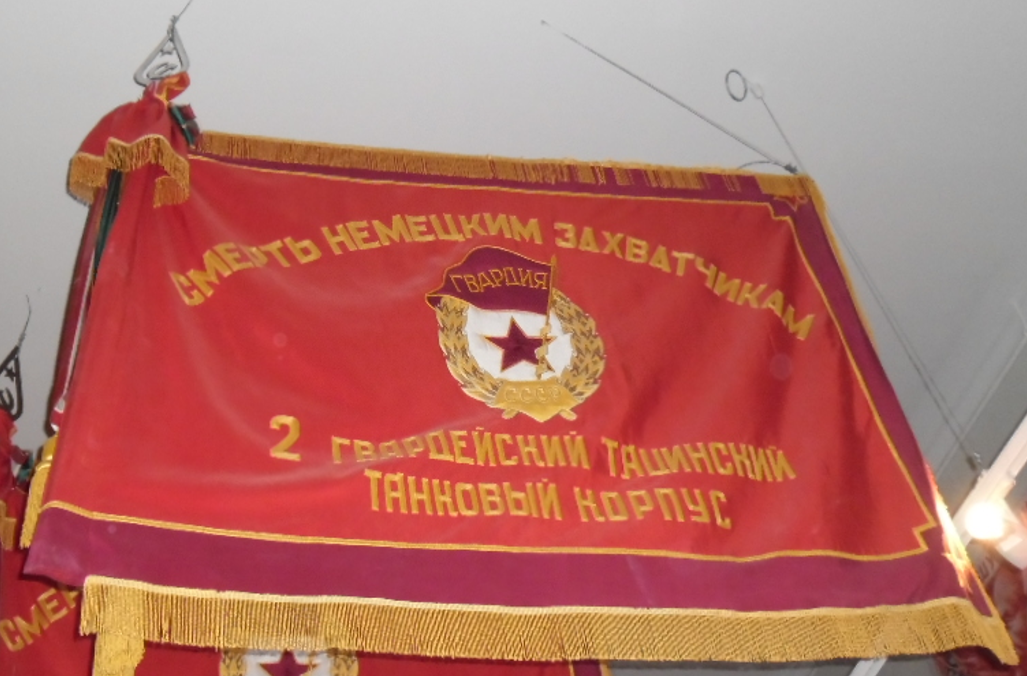
Гвардейское знамя 2-го гвардейского Тацинского танкового корпуса

## Основные источники
- Основным источником при составлении списка была: Сталинградская битва. Июль 1942 — февраль 1943: энциклопедия / Под ред. М. М. Загорулько. — 5-е изд., испр. и доп. — Волгоград: Издатель, 2012. — 800 с. — ISBN 978-5-9233-0797-9.;
- Наименования армий приводятся по: Перечень №1 полевых управлений главных командований направлений, фронтов, групп войск и органов управлений флотов, входивших в состав Действующей армии в годы Великой Отечественной войны 1941 — 1945 гг. / А. Грылев. — М.: Министерство обороны. — 19 с.

- Наименования корпусов приводятся по: Перечень № 4 Управлений корпусов, входивших в состав действующей армии в годы Великой Отечественной войны 1941—1945 гг. / Покровский А. П. — М.: Министерство обороны, 1956. — 151 с.;
- Наименования дивизий приводятся по: Перечень № 5 Стрелковых, горнострелковых, мотострелковых и моторизованных дивизий, входивших в состав действующей армии в годы Великой Отечественной войны 1941—1945 гг. / А. П. Покровский. — М.: Министерство обороны, 1956. — 218 с..

## Список

### Армии
| Армии      |                       |                                  |                |
| 24-я армия | 4-я гвардейская армия | генерал-лейтенант И. В. Галанин  | 16 апреля 1943 |
| 66-я армия | 5-я гвардейская армия | генерал-лейтенант А. С. Жадов    | 16 апреля 1943 |
| 21-я армия | 6-я гвардейская армия | генерал-лейтенант И. М. Чистяков | 16 апреля 1943 |
| 64-я армия | 7-я гвардейская армия | генерал-лейтенант М. С. Шумилов  | 16 апреля 1943 |
| 62-я армия | 8-я гвардейская армия | генерал-лейтенант В. И. Чуйков   | 16 апреля 1943 |

### Корпуса
| Стрелковые корпуса          |                                         |                                                   |                 |
| 7-й стрелковый корпус       | 35-й гвардейский стрелковый корпус      | генерал-майор С. Г. Горячев                       | 18 апреля 1943  |
| 14-й стрелковый корпус      | 27-й гвардейский стрелковый корпус      | генерал-майор Ф. Е. Шевердин                      | 25 апреля 1943  |
| 15-й стрелковый корпус      | 28-й гвардейский стрелковый корпус      | генерал-лейтенант П. Ф. Привалов                  | 16 апреля 1943  |
| Кавалерийские корпуса       |                                         |                                                   |                 |
| 8-й кавалерийский корпус    | 7-й гвардейский кавалерийский корпус    | генерал-майор М. Д. Борисов                       | 14 февраля 1943 |
| Танковые корпуса            |                                         |                                                   |                 |
| 13-й танковый корпус        | 4-й гвардейский механизированный корпус | генерал-майор танковых войск Т. И. Танасчишин     | 9 января 1943   |
| 26-й танковый корпус        | 1-й гвардейский танковый корпус         | генерал-майор танковых войск А. Г. Родин          | 8 декабря 1942  |
| 24-й танковый корпус        | 2-й гвардейский танковый корпус         | генерал-лейтенант танковых войск В. М. Баданов    | 26 декабря 1942 |
| 7-й танковый корпус         | 3-й гвардейский танковый корпус         | генерал-лейтенант танковых войск П. А. Ротмистров | 29 декабря 1942 |
| 17-й танковый корпус        | 4-й гвардейский танковый корпус         | генерал-майор танковых войск П. П. Полубояров     | 3 января 1943   |
| 4-й танковый корпус         | 5-й гвардейский танковый корпус         | генерал-майор танковых войск А. Г. Кравченко      | 7 февраля 1943  |
| Механизированные корпуса    |                                         |                                                   |                 |
| 4-й механизированный корпус | 3-й гвардейский механизированный корпус | генерал-майор танковых войск В. Т. Вольский       | 18 декабря 1942 |
| 6-й механизированный корпус | 5-й гвардейский механизированный корпус | генерал-майор танковых войск С. И. Богданов       | 9 февраля 1943  |

### Дивизии
| Стрелковые дивизии                                  |                                                             |                                         |                 |
| 154-я стрелковая дивизия                            | 47-я гвардейская стрелковая дивизия                         | генерал-майор Я. С. Фоканов             | 20 октября 1942 |
| 124-я стрелковая дивизия                            | 50-я гвардейская стрелковая дивизия                         | полковник А. И. Белов                   | 17 ноября 1942  |
| 76-я стрелковая дивизия                             | 51-я гвардейская стрелковая дивизия                         | полковник Н. И. Таварткиладзе           | 23 ноября 1942  |
| 63-я стрелковая дивизия                             | 52-я гвардейская стрелковая дивизия                         | полковник Н. Д. Козин                   | 27 ноября 1942  |
| 119-я стрелковая дивизия                            | 54-я гвардейская стрелковая дивизия                         | полковник М. М. Данилов                 | 16 декабря 1942 |
| 153-я стрелковая дивизия                            | 57-я гвардейская стрелковая дивизия                         | полковник А. П. Карнов                  | 31 декабря 1942 |
| 1-я стрелковая дивизия                              | 58-я гвардейская стрелковая дивизия                         | генерал-майор А. И. Семёнов             | 31 декабря 1942 |
| 197-я стрелковая дивизия                            | 59-я гвардейская стрелковая дивизия                         | генерал-майор М. И. Запарожченко        | 3 января 1943   |
| 278-я стрелковая дивизия                            | 60-я гвардейская стрелковая дивизия                         | полковник Д. П. Монахов                 | 3 января 1943   |
| 159-я стрелковая дивизия                            | 61-я гвардейская стрелковая дивизия                         | генерал-майор М. Б. Анашкин             | 15 января 1943  |
| 127-я стрелковая дивизия                            | 62-я гвардейская стрелковая дивизия                         | полковник Г. М. Зайцев                  | 15 января 1943  |
| 293-я стрелковая дивизия                            | 66-я гвардейская стрелковая дивизия                         | генерал-майор П. Ф. Лагутин             | 21 января 1943  |
| 304-я стрелковая дивизия                            | 67-я гвардейская стрелковая дивизия                         | полковник С. П. Меркулов                | 21 января 1943  |
| 96-я стрелковая дивизия                             | 68-я гвардейская стрелковая дивизия                         | полковник Г. П. Исаков                  | 6 февраля 1943  |
| 120-я стрелковая дивизия                            | 69-я гвардейская стрелковая дивизия                         | подполковник К. К. Джахуа               | 6 февраля 1943  |
| 138-я стрелковая дивизия                            | 70-я гвардейская стрелковая дивизия                         | генерал-майор И. И. Людников            | 6 февраля 1943  |
| 23-я стрелковая дивизия                             | 71-я гвардейская стрелковая дивизия                         | генерал-майор П. П. Вахромеев           | 1 марта 1943    |
| 29-я стрелковая дивизия                             | 72-я гвардейская стрелковая дивизия                         | генерал-майор А. И. Лосев               | 1 марта 1943    |
| 38-я стрелковая дивизия                             | 73-я гвардейская стрелковая дивизия                         | генерал-майор Г. Б. Сафиулин            | 1 марта 1943    |
| 45-я стрелковая дивизия                             | 74-я гвардейская стрелковая дивизия                         | генерал-майор В. П. Соколов             | 1 марта 1943    |
| 95-я стрелковая дивизия                             | 75-я гвардейская стрелковая дивизия                         | генерал-майор В. А. Горишный            | 1 марта 1943    |
| 157-я стрелковая дивизия                            | 76-я гвардейская стрелковая дивизия                         | генерал-майор А. В. Кирсанов            | 1 марта 1943    |
| 173-я стрелковая дивизия                            | 77-я гвардейская стрелковая дивизия                         | генерал-майор В. С. Аскалепов           | 1 марта 1943    |
| 204-я стрелковая дивизия                            | 78-я гвардейская стрелковая дивизия                         | генерал-майор А. В. Скворцов            | 1 марта 1943    |
| 284-я стрелковая дивизия                            | 79-я гвардейская стрелковая дивизия                         | генерал-майор Н. Ф. Батюк               | 1 марта 1943    |
| 298-я стрелковая дивизия                            | 80-я гвардейская стрелковая дивизия                         | генерал-майор П. П. Дёмин               | 1 марта 1943    |
| 422-я стрелковая дивизия                            | 81-я гвардейская стрелковая дивизия                         | генерал-майор И. К. Морозов             | 1 марта 1943    |
| 321-я стрелковая дивизия                            | 82-я гвардейская стрелковая дивизия                         | генерал-майор И. А. Макаренко           | 19 марта 1943   |
| 98-я стрелковая дивизия                             | 86-я гвардейская стрелковая дивизия                         | полковник И. Ф. Серёгин                 | 16 апреля 1943  |
| 300-я стрелковая дивизия                            | 87-я гвардейская стрелковая дивизия                         | полковник И. М. Афонин                  | 16 апреля 1943  |
| 99-я стрелковая дивизия                             | 88-я гвардейская стрелковая дивизия                         | генерал-майор В. Я. Владимиров          | 18 апреля 1943  |
| 160-я стрелковая дивизия                            | 89-я гвардейская стрелковая дивизия                         | полковник М. П. Серюгин                 | 18 апреля 1943  |
| 226-я стрелковая дивизия                            | 95-я гвардейская стрелковая дивизия                         | генерал-майор Н. С. Никитченко          | 4 мая 1943      |
| 258-я стрелковая дивизия                            | 96-я гвардейская стрелковая дивизия                         | полковник С. С. Левин                   | 4 мая 1943      |
| 343-я стрелковая дивизия                            | 97-я гвардейская стрелковая дивизия                         | генерал-майор М. А. Усенко              | 4 мая 1943      |
| Кавалерийские дивизии                               |                                                             |                                         |                 |
| 21-я горно-кавалерийская дивизия                    | 14-я гвардейская кавалерийская дивизия                      | генерал-майор Н. П. Якунин              | 14 февраля 1943 |
| 55-я кавалерийская дивизия                          | 15-я гвардейская кавалерийская дивизия                      | полковник И. Т. Чаленко                 | 14 февраля 1943 |
| 112-я кавалерийская дивизия                         | 16-я гвардейская кавалерийская дивизия                      | генерал-майор М. М. Шаймуратов          | 14 февраля 1943 |
| Артиллерийские дивизии                              |                                                             |                                         |                 |
| 1-я артиллерийская дивизия                          | 1-я гвардейская артиллерийская дивизия прорыва              | генерал-майор артиллерии В. Н. Мазур    | 1 марта 1943    |
| 4-я артиллерийская дивизия                          | 2-я гвардейская артиллерийская дивизия прорыва              | генерал-майор артиллерии Н. В. Игнатов  | 1 марта 1943    |
| 4-я артиллерийская дивизия                          | 3-я гвардейская артиллерийская дивизия прорыва              | полковник П. М. Рожанович               | 1 марта 1943    |
| 19-я тяжёлая артиллерийская дивизия                 | 5-я гвардейская тяжёлая артиллерийская дивизия прорыва      | генерал-майор артиллерии В. П. Дмитриев | 20 июня 1943    |
| Ночные бомбардировочные авиационные дивизии         |                                                             |                                         |                 |
| 272-я я ночная бомбардировочная авиационная дивизия | 2-я гвардейская ночная бомбардировочная авиационная дивизия | полковник П. О. Кузнецов                | 18 марта 1943   |
| Штурмовые авиационные дивизии                       |                                                             |                                         |                 |
| 226-я штурмовая авиационная дивизия                 | 1-я гвардейская штурмовая авиационная дивизия               | полковник Ф. З. Болдырихин              | 18 марта 1943   |
| 228-я штурмовая авиационная дивизия                 | 2-я гвардейская штурмовая авиационная дивизия               | полковник Г. О. Комаров                 | 18 марта 1943   |
| 267-я штурмовая авиационная дивизия                 | 5-я гвардейская штурмовая авиационная дивизия               | подполковник Л. В. Коломийцев           | 1 мая 1943      |
| Истребительные авиационные дивизии                  |                                                             |                                         |                 |
| 220-я истребительная авиационная дивизия            | 1-я гвардейская истребительная авиационная дивизия          | полковник А. В. Утин                    | 8 февраля 1943  |
| 268-я истребительная авиационная дивизия            | 6-я гвардейская истребительная авиационная дивизия          | полковник Б. А. Сиднев                  | 18 марта 1943   |
| Истребительные авиационные дивизии ПВО              |                                                             |                                         |                 |
| 102-я истребительная авиационная дивизия ПВО        | 2-я гвардейская истребительная авиационная дивизия ПВО      | полковник И. Г. Пунтус                  | 31 марта 1943   |
| Авиационные дивизии дальнего действия               |                                                             |                                         |                 |
| 3-я авиационная дивизия дальнего действия           | 1-я гвардейская авиационная дивизия дальнего действия       | полковник Д. П. Юханов                  | 26 марта 1943   |
| 17-я авиационная дивизия дальнего действия          | 2-я гвардейская авиационная дивизия дальнего действия       | генерал-майор авиации Е. Ф. Логинов     | 26 марта 1943   |
| 24-я авиационная дивизия дальнего действия          | 3-я гвардейская авиационная дивизия дальнего действия       | полковник Н. А. Волков                  | 25 марта 1943   |
| 222-я авиационная дивизия дальнего действия         | 4-я гвардейская авиационная дивизия дальнего действия       | полковник Ф. В. Титов                   | 23 марта 1943   |

## Комментарии
1. ↑  в состав стрелкового полка вводилась вторая рота автоматчиков;
2. ↑  в стрелковую роту вводился второй станковый пулемёт, а в пулемётной роте стрелкового батальона количество пулемётов увеличивалась с 9 до 12;
3. ↑  в роте ПТР стрелкового батальона количество противотанковых ружей увеличивалась с 9 до 16;
4. ↑  в артиллерийский полк ввели шестую пушечную батарею;